# Jean Deffaugt
Jean Deffaugt, né le 30 mai 1896 à Verchaix et mort le 1er juillet 1970 à Annemasse, en Haute-Savoie, est un homme politique français.

## Biographie
Jean François Deffaugt nait le 30 mai 1896, à Verchaix, en Haute-Savoie.
Il participe à la Première Guerre mondiale en s'engageant volontairement au 11e bataillon de chasseurs alpins. Il est prisonnier durant quarante mois.
Jean Deffaugt est commerçant en tissus. Il réside en Lorraine, puis s'installe à Annemasse (Haute-Savoie) en 1935.
Lorsqu'en 1940 des réfugiés arrivent de l'Est, Jean Deffaugt fonde un centre d'accueil, qui recevra près de 12 000 français venus de la zone occupée. Choisi dans la Délégation spéciale instituée par le régime de Vichy, il est nommé adjoint au maire Collardey. Il le remplace lors de sa fuite en avril 1941 et devient maire d'Annemasse en décembre 1943.
Le maire Deffaugt est contacté par Georges Loinger pour collaborer à la mise en place d'une filière de passage d'enfants Juifs en Suisse via le réseau Éducation physique du MJS. Il obtient le 31 mai 1944 la libération de 17 enfants juifs emprisonnés à l'hôtel Pax transformé en prison par la Gestapo, arrêtés alors qu’ils tentaient de passer la frontière avec des camarades plus âgés et une jeune convoyeuse clandestine, membre des réseaux juifs, Marianne Cohn. Il entre en contact avec Emmanuel Racine pour ébaucher un plan d'évasion plus large, qui sera abandonné.
Après la Libération, il demeure maire jusqu'en 1947. Il reste conseiller municipal de 1947 à 1959 puis de 1965 à sa mort, le 1er juillet 1970. Il est âgé de 74 ans.

## Hommages
- Juste parmi les nations, le 19 octobre 1965[4].
- Une place d'Annemasse porte son nom.

## Décorations
- Croix du combattant volontaire 1914-1918[5];
- Médaille de la Résistance française 39-45[5] ;
- Chevalier de la Légion d'honneur le 18 août 1960[5].